# Décembre 2020
Cette page présente les faits marquants du mois de décembre 2020.

## Événements
- 1 décembre : 
  - Attaque du 1er décembre 2020 à Trèves (Allemagne), perpétrée par un dément ; 6 morts et 23 blessés.
  - Effondrement du radiotélescope d'Arecibo (Porto Rico).
- 2 décembre: sortie du cannabis du tableau IV de la Convention de 1961 votée par la Commission des stupéfiants de l'ONU, basée à Vienne, Autriche[1],[2],[3],[4].
- 5 décembre : élections législatives au Koweït.
- 6 décembre :
  - élections législatives en Roumanie ;
  - élections législatives au Venezuela ;
  - élections régionales au Cameroun.
- 7 décembre : élection présidentielle et élections législatives au Ghana : le président sortant, Nana Akufo-Addo, se présente pour un second et dernier mandat, et est réélu dès le premier tour avec 51 % des voix face notamment à l'ancien président John Dramani Mahama, qui réunit 47 % des suffrages ; les législatives sont extrêmement serrées et se jouent à un seul siège.
- 8 décembre : élections sénatoriales et référendum constitutionnel au Liberia.
- 10 décembre : Israël et le Maroc normalisent leurs relations diplomatiques tandis que les États-Unis reconnaissent la souveraineté du Maroc sur le Sahara occidental.
- 11 décembre :
  - élections sénatoriales à Madagascar ;
  - environ 500 lycéens d'un pensionnat de Kankara, au Nigeria, sont enlevés par Boko Haram, 344 seront libérés le 17 décembre.
- 13 décembre : élections municipales au Niger.
- 14 décembre :
  - éclipse totale du Soleil, visible au Chili et en Argentine ;
  - le gouvernement britannique lance une alerte à propos de la mutation N501Y du coronavirus SARS-CoV-2, apparu fin septembre dans le sud-est de l'Angleterre, car cette mutation rendrait le virus jusqu'à 70% plus contagieux mais pas plus grave[5],[6] ; dans les jours suivants, plusieurs pays suspendent leurs liaisons avec le Royaume-Uni, et l’Écosse ferme la frontière intérieure avec l'Angleterre.
- 15 décembre :
  - Affrontements soudano-éthiopiens de 2020-2021.
  - Ethiopie : Massacre de Maryam Ts'iyon faisant entre 300[7] et 800[8] victimes
- 16 décembre : la sonde spatiale chinoise Chang'e 5, lancée le 23 novembre, largue sur Terre une capsule avec des échantillons de sol lunaire, les premiers obtenus depuis Luna 24 en 1976.
- 17 décembre : assassinat par balle de l'ancien gouverneur de Jalisco de 2012 à 2018, Aristóteles Sandoval, à Puerto Vallarta (Jalisco, Mexique), le Cartel de Jalisco Nouvelle Génération est suspecté d'être derrière l'exécution, qui ferait partie d'une série d'assassinats et de tentatives d'assassinats de collaborateurs de Sandoval et de magistrats et hauts-fonctionnaires de Jalisco entre 2007 et 2018[9],[10].
- 19 décembre : 91e élection de Miss France.
- 21 décembre : en Israël, la Knesset est dissoute à cause de l'absence d'accord sur le budget du pays pour 2021[11].
- 22 décembre :
  - l'économiste libéral Florin Cîțu est nommé Premier ministre de Roumanie ;
  - le maire de Rio de Janeiro Marcelo Crivella, et plusieurs de ses proches, sont arrêtés car ils sont accusés de faire partie d'un réseau de corruption dirigé par Crivella, neuf jours avant la fin de son mandat.
- 23 décembre :  en Éthiopie, au moins 207 personnes sont massacrées dans la zone Metekel de l'État du Benishangul-Gumuz.
- 24 décembre : l'Union européenne et le Royaume-Uni concluent un accord commercial, entrant en vigueur le 1er janvier 2021.
- 27 décembre :
  - élection présidentielle et élections législatives en Centrafrique ;
  - élection présidentielle  et législatives au Niger (1er tour), début de la première transition démocratique de l'Histoire du pays[12] ;
  - une collision accidentelle entre un camion et un bus cause 37 morts et 19 blessés près de Ndikiniméki dans le centre du Cameroun[13].
- 29 décembre : séisme meurtrier à Petrinja en Croatie.
- 30 décembre : au Yémen, un attentat à l'aéroport d'Aden fait au moins 25 morts.